# Szob
Szob (Duits: Zopp an der Donau) is een plaats aan de Donau in Hongarije, gelegen bij de monding van de Ipel, die grens met Slowakije vormt. Szob behoort tot het comitaat Pest en telt 2960 inwoners.

## Geografie
Szob is vooral een grensplaats. Waar de Donau uit Oostenrijk wegstroomt, gaat de rivier de grens vormen tussen Slowakije en Hongarije, en deze functie blijft hij tot Szob vervullen. Het is echter voor buitenlanders alleen via een kilometerslange omweg mogelijk de grens daar over te steken; een eenvoudiger route is alleen open voor Hongaren en Slowaken. Per trein kan wel iedereen daar de grens oversteken, want Szob ligt op de route van de internationale treinen tussen Budapest en Bratislava. De regio is voorwerp van conflicten geweest tussen Hongarije en Slowakije. 
Het open land tussen Szob en Bratislava kan extreme klimaatomstandigheden laten zien, van grote droogte tot overstromingen.

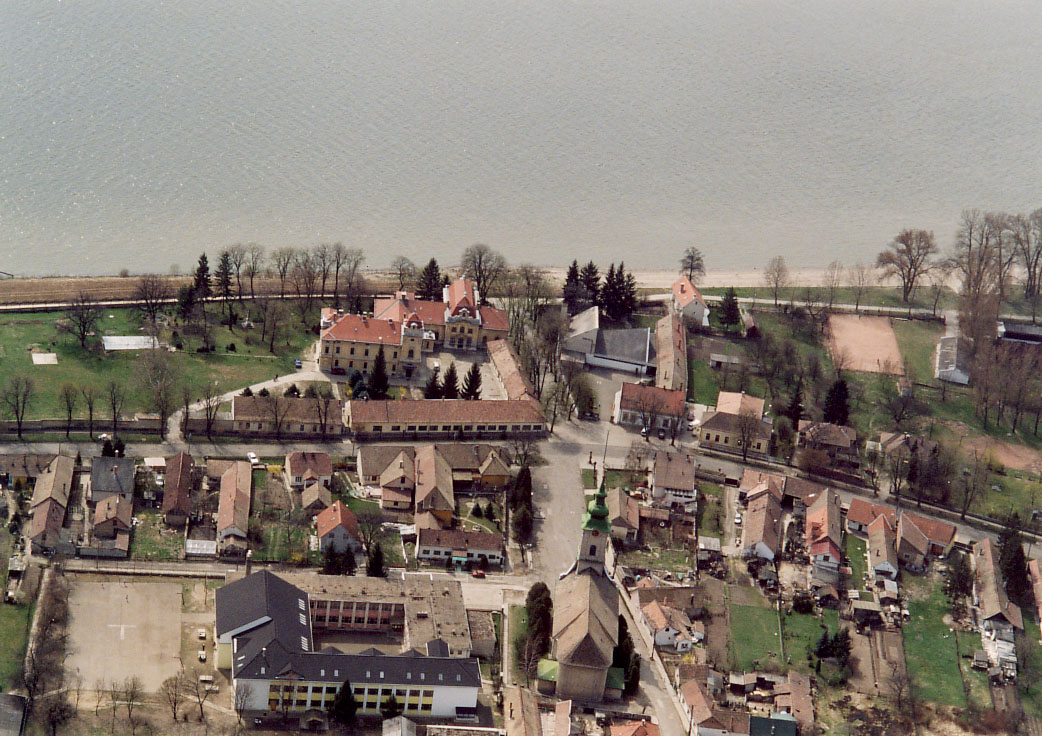
Szob - Bovenaanzicht van het paleis

## Geschiedenis
Bij Szob zijn paleolithische sieraden opgegraven. Vele opgravingen, ook in de buurt van Szob, zijn gedaan met het doel graven van de Avaren te onderzoeken; geleerden zijn van mening dat informatie over dit betrekkelijk onbekende volk kan worden verkregen door het bestuderen van hun grafstenen.
Vanaf de 11e eeuw maakte Szob deel uit van het comitaat Hont. Van dat comitaat werd na de Eerste Wereldoorlog een groot deel aan Tsjechoslowakije (sinds 1993: Slowakije) afgestaan. Szob bleef bij Hongarije horen en werd bij de administratieve regio Pest gevoegd.
Inmiddels was Szob in 1876 met vele andere steden de stadsrechten kwijtgeraakt, om in 2000 weer officieel stad te worden.

## Economie
Het eens florerende dorp heeft nu te lijden onder leegloop; bewoners trekken weg, en gepoogd wordt de economie nieuw leven in te blazen door stimulering van het toerisme. Het station van Szob vormt een stopplaats voor de meeste treinen tussen Boedapest en Praag.

## Toerisme
Het toerisme steunt deels op het natuurschoon; de omgeving heeft bossen, en de ligging aan de rivier biedt fraaie taferelen. Een oude spoorlijn (ooit smalspoor, en vooral voor goederenvervoer) doorkruiste het landschap met zijn aanzienlijke hoogteverschillen; na de Tweede Wereldoorlog had het communistische regime grote plannen met het treinvervoer, dat sinds ca. 1948 dan ook energiek werd ontwikkeld. De lijn werd in 1983 stilgelegd; getracht wordt nu hem weer operatief te maken, maar spoedig succes verwacht men niet.
In de stad zelf bevindt zich het Börzsönymuseum (genoemd naar de nabije heuvels), waar van maart tot oktober klederdracht te zien is, maar waar ook oudheden worden getoond. Op een afstand van 9 km bevindt zich de bedevaartplaats Márianosztra, waarheen driemaal 's jaars pelgrimstochten plaatsvinden.